# Bảo tàng Trận chiến Legnica ở Legnickie Pole
Bảo tàng Trận chiến Legnica ở Legnickie Pole (tiếng Ba Lan: Muzeum Bitwy Legnickiej w Legnickim Polu) là một bảo tàng tọa lạc tại số 3 Quảng trường Henryk Pobożnego, Legnickie Pole, huyện Legnicki, tỉnh Dolnośląskie, Ba Lan. Bảo tàng là một chi nhánh của Bảo tàng Đồng ở Legnica.

## Lịch sử
Bảo tàng Trận chiến Legnica ở Legnickie Pole được thành lập vào năm 1961 tại Nhà thờ Chúa Ba Ngôi và Đức Mẹ Đồng Trinh Maria nhằm quảng bá ký ức về một trong những trận chiến quan trọng nhất của Ba Lan ở thời Trung cổ - Trận Legnica năm 1241.

## Triển lãm
Dựa trên những phát hiện của nghiên cứu khoa học hiện đại, năm 1991, Bảo tàng Trận chiến Legnica ở Legnickie Pole tổ chức một triển lãm thường trực nhân dịp kỷ niệm 750 năm Trận chiến. Các triển lãm chủ yếu bao gồm các hiện vật và kỷ vật có liên quan đến Trận chiến, bao gồm: vũ khí được người Ba Lan và người Mông Cổ sử dụng vào thời điểm đó như cung, nỏ, kiếm, khiên, mũ sắt, rìu, và các thứ khác. Một nguồn tài liệu tham khảo khác về Trận Legnica là những tác phẩm điêu khắc đương đại được Bảo tàng đặt xung quanh khuôn viên.
Từ tháng 10 năm 2016, sau một cuộc cải tạo Bảo tàng kéo dài vài năm, một cuộc triển lãm thường trực mới được tổ chức trong Bảo tàng.